# Tell the World: The Very Best of Ratt
Albums de Ratt
The Essentials
(2002) Infestation
(2010)
Tell the World: The Very Best of Ratt est une compilation du groupe américain Ratt.
Paru en 2007 sur le label Rhino Records, elle regroupe des titres enregistrés entre 1984 et 1999. La plupart des hits du groupe sortis en single sont présents sur cette compilation.
La plupart des titres, excepté Over the Edge, Steel River et la version acoustique de Way Cool Jr., figuraient déjà sur la compilation Ratt and Roll 81-91 parue en 1991.

## Musiciens
- Stephen Pearcy: chant
- Warren DeMartini: guitares
- Robbin Crosby: guitares sauf sur Nobody Rides for Free & Over the Edge
- Juan Croucier: basse sauf sur Over the Edge
- Bobby Blotzer: batterie, percussions
- Robbie Crane: basse sur Over the Edge

## Liste des titres
| No  | Titre                                                            | Auteur                                             | Durée |
| --- | ---------------------------------------------------------------- | -------------------------------------------------- | ----- |
| 1.  | Dangerous But Worth the Risk (de Invasion of Your Privacy, 1985) | Stephen Pearcy / Warren DeMartini / Juan Croucier  | 3:30  |
| 2.  | Back for More (de Out of the Cellar, 1984)                       | Pearcy / Robbin Crosby                             | 3:46  |
| 3.  | Lovin' You Is a Dirty Job (de Detonator, 1990)                   | Pearcy / DeMartini / Croucier / Desmond Child      | 3:14  |
| 4.  | Nobody Rides for Free (de la B.O. du film Point Break, 1991)     | Steve Caton                                        | 4:42  |
| 5.  | Heads I Win, Tails You Lose (de Detonator, 1990)                 | Pearcy / DeMartini / Child                         | 3:59  |
| 6.  | You're In Love (de Invasion of Your Privacy, 1985)               | Pearcy / Croucier                                  | 4:14  |
| 7.  | City to City (de Reach for the Sky, 1988)                        | Pearcy / Crosby / DeMartini / Croucier / Beau Hill | 3:31  |
| 8.  | Body Talk (de Dancing Undercover, 1986)                          | Pearcy / DeMartini / Croucier                      | 3:48  |
| 9.  | Way Cool Jr. (de Reach fot the Sky, 1988)                        | Pearcy / DeMartini / Hill                          | 4:28  |
| 10. | Round and Round (de Out of the Cellar, 1984)                     | Pearcy / Crosby / DeMartini                        | 4:25  |
| 11. | Lay it Down (de Invasion of Your Privacy, 1985)                  | Pearcy / Crosby / DeMartini / Croucier             | 3:25  |
| 12. | I Want a Woman (de Reach for the Sky, 1988)                      | Pearcy / Crosby / Croucier / Hill                  | 4:00  |
| 13. | Dance (de Dancing Undercover, 1986)                              | Pearcy / Crosby / DeMartini / Hill                 | 4:22  |
| 14. | Wanted Man (de Out of the Cellar, 1984)                          | Pearcy / Crosby / Joey Cristofanili                | 3:40  |
| 15. | Slip of the Lip (de Dancing Undercover, 1986)                    | Pearcy / DeMartini / Croucier                      | 3:18  |
| 16. | Shame, Shame, Shame (de Detonator, 1990)                         | Pearcy / DeMartini / Child                         | 4:32  |
| 17. | Lack of Communication (de Out of the Cellar, 1984)               | Pearcy / Croucier                                  | 3:53  |
| 18. | Over the Edge (de Ratt)                                          | Pearcy / DeMartini / Todd Jeremias                 | 4:22  |
| 19. | Steel River (de Collage, 1997)                                   | Pearcy / DeMartini                                 | 4:18  |
| 20. | Way Cool Jr. (Version de l'émission MTV Unplugged)               | Pearcy / De Martini / Hill                         | 5:04  |